# Le Ribay
Le Ribay település Franciaországban, Mayenne megyében. Lakosainak száma 464 fő (2022. január 1.). Le Ribay Charchigné, Le Ham, Hardanges, Le Horps és Marcillé-la-Ville községekkel határos.

## Népesség
A település népességének változása:
| Lakosok száma | 593  | 527  | 476  | 530  | 458  | 458  | 460  | 465  | 468  | 464  |
|               | 1968 | 1982 | 1990 | 2006 | 2013 | 2015 | 2017 | 2019 | 2020 | 2022 |